# William B. Tennison
Le William B. Tennison est un bugeye de la baie de Chesapeake construit en 1899 et converti en bateau d'achat d'huîtres en 1906-07. Avec la conversion, son gréement a été retiré et un moteur inséré, et c'est le seul exemple survivant de cette conversion. Sa construction marque une transition entre la construction en rondins (log canoe) et la construction en planches. Il a pour port d'attache le Calvert Marine Museum à Solomons dans le Maryland.Il est connu pour être le deuxième plus ancien navire à passagers sous licence aux États-Unis.
Il a été inscrit au registre national des lieux historiques en 1980   et en tant que National Historic Landmark en 1994 .

## Historique
Le William B. Tennison a été construit en 1899 par Frank Laird à Crabb Island. Il a été construit relativement tard pour un bugeye, car ce type de bateau devenait démodé au profit du skipjack plus petit et moins cher.
Il a d'abord été utilisé comme drague à huîtres jusqu'en 1908-09. En 1910, reconverti au moteur, il a été utilisé pour transporter des produits dans la région de Norfolk et en baie d'Albemarle jusqu'en 1930. Pendant la saison des huîtres, il a été utilisé comme bateau d'achat. Son moteur d'origine de 37 chevaux a été remplacé par un moteur de 60 chevaux pendant cette période.
Il a été vendu en Virginie en 1933 à O.A. Bloxom de la Battery Park Fish and Oyster Company près de Smithfield, puis revendu en 1944 à J.C Lore and Sons à Solomons Island. Il fut utilisé pour draguer les huîtres dans les parcs privés de l'usine de conserverie et comme bateau marchand.
Le bateau a été partiellement reconstruit au H. Krentz Railway à Harryhogan en Virginie en 1952. La cabine de pilotage a été reconstruite pendant cette période. Il a été endommagé par l'ouragan Hazel en 1952, puis remis à l'eau après réparation. En 1955, un moteur diesel Grey Marine de 155 chevaux a été installé. Il a été converti en bateau à passagers en 1977, avec presque tous les cadres structurels remplacés à ce moment-là.
L'identité de son homonyme, William B. Tennison, reste inconnue.

## Galerie

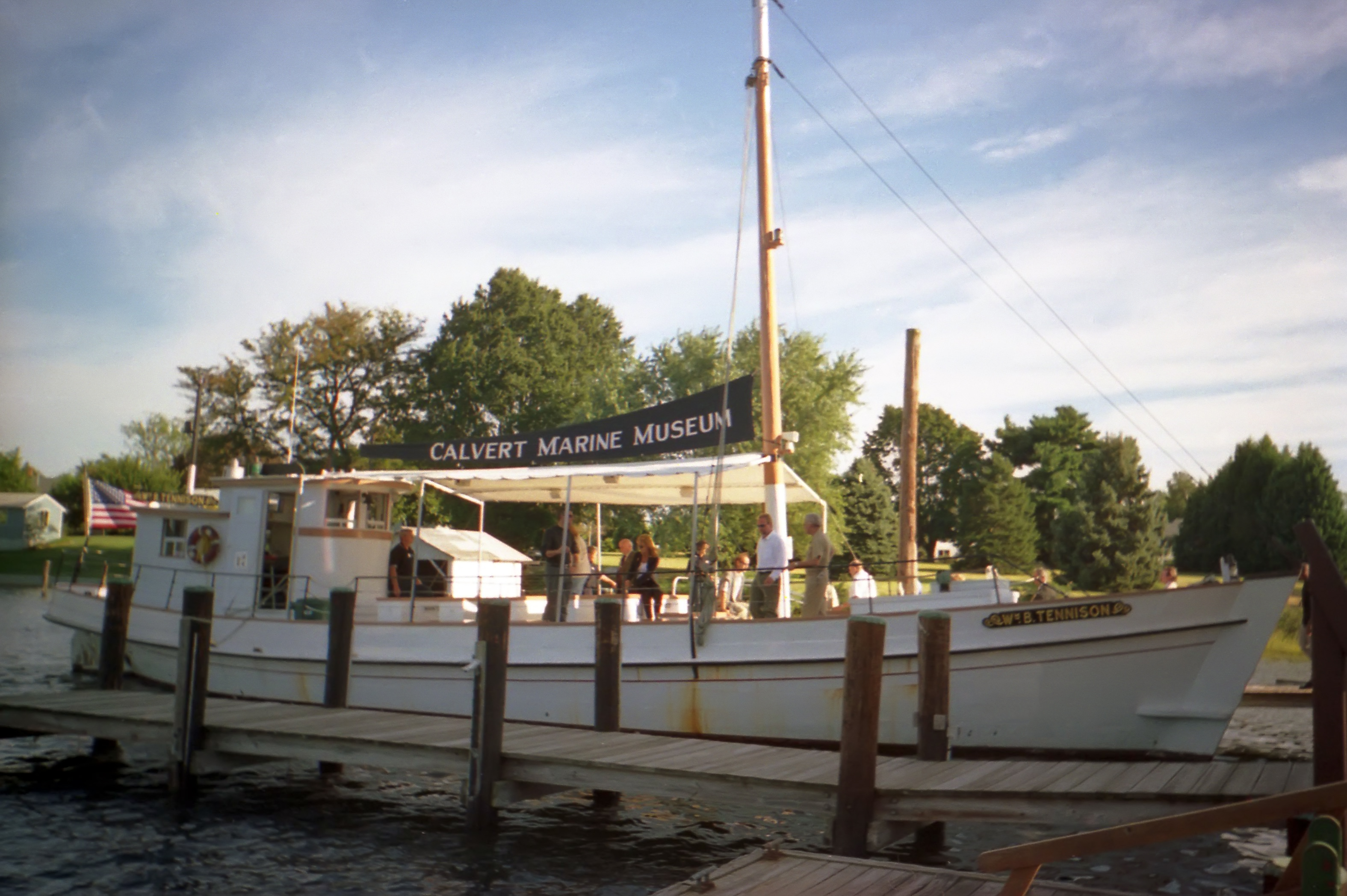
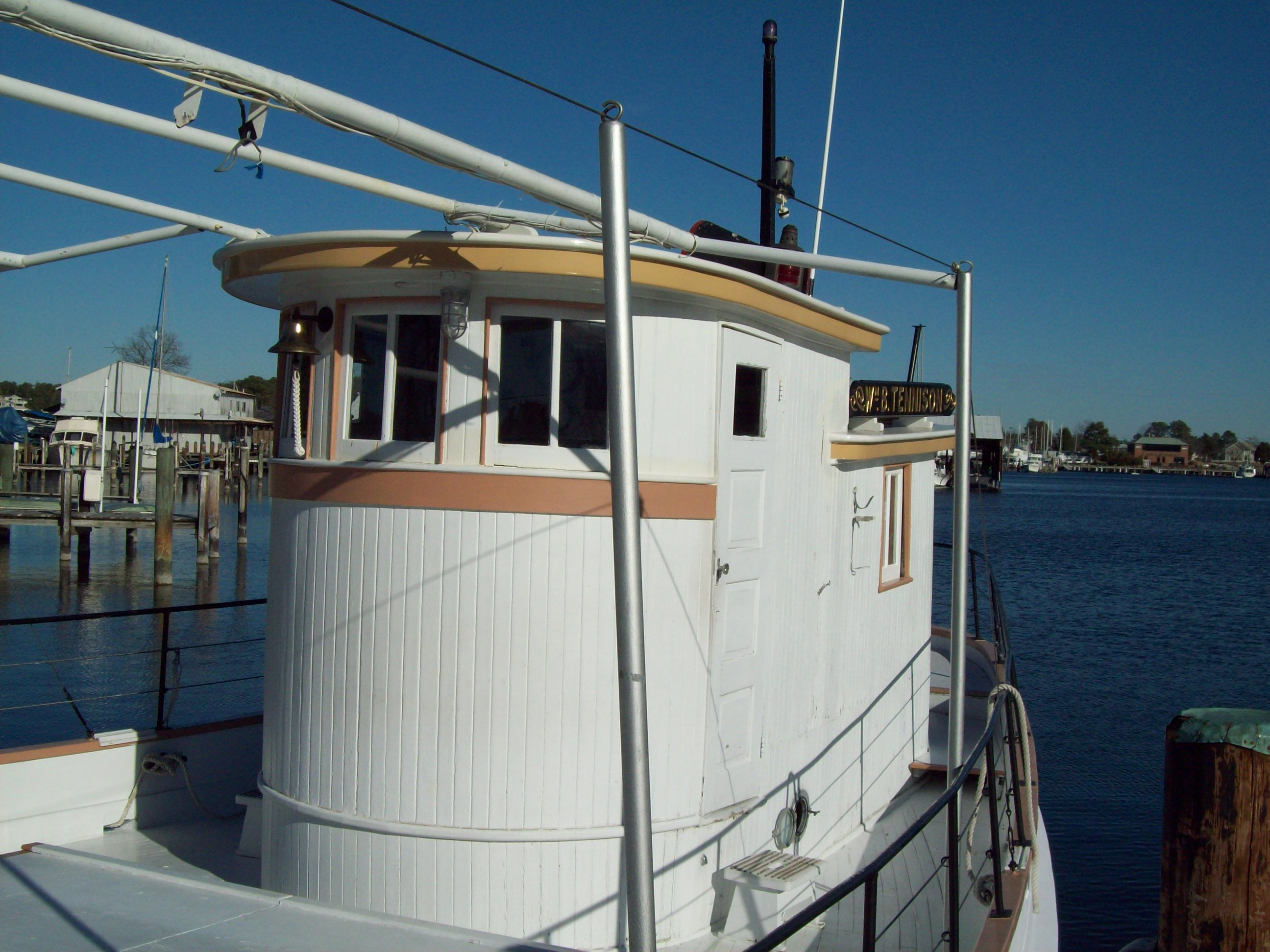